# Bucșa, Ialomița
Bucșa este un sat în comuna Valea Ciorii din județul Ialomița, Muntenia, România.